# Sachiko Fukunaka
Sachiko Fukunaka (jap. 福中 佐知子 Fukunaka Sachiko; ur. 5 kwietnia 1946 w prefekturze Chiba) –  japońska siatkarka. Srebrna medalistka igrzysk olimpijskich w Meksyku.